# معسكر ليمونيه
معسكر ليمونيه (بالإنجليزية: Camp Lemonnier)‏ هي قاعدة تابعة للبحرية الأمريكية، تقع في مطار جيبوتي - أمبولي الدولي في جيبوتي، وهي مقر قوة العمل المشتركة الموحدة في القرن الأفريقي متفرعة من القيادة العسكرية الأميركية في إفريقيا (AFRICOM). وهي القاعدة العسكرية الأمريكية الدائمة الوحيدة في أفريقيا. تدير منطقة المعسكر البحرية الأمريكية في أوروبا وأفريقيا وجنوب غرب آسيا. تم تأسيسها كقاعدة أساسية في المنطقة لدعم «عملية الحرية الدائمة». وبعد مفاوضات بين مارس ومايو 2001، سمحت الحكومة الجيبوتية باستخدام القاعدة من قبل الولايات المتحدة، بغرض إزالة الألغام وتقديم المساعدات الإنسانية ومكافحة الإرهاب، وهي الآن بمثابة الموقع الذي تعمل من خلاله القوات الأمريكية وقوات التحالف في القرن الأفريقي. ويسمح اتفاق الوصول الذي أبرمه مسؤولون من السفارة الأمريكية في جيبوتي مع الحكومة الجيبوتية باستخدام المعسكر، فضلا عن مرافق

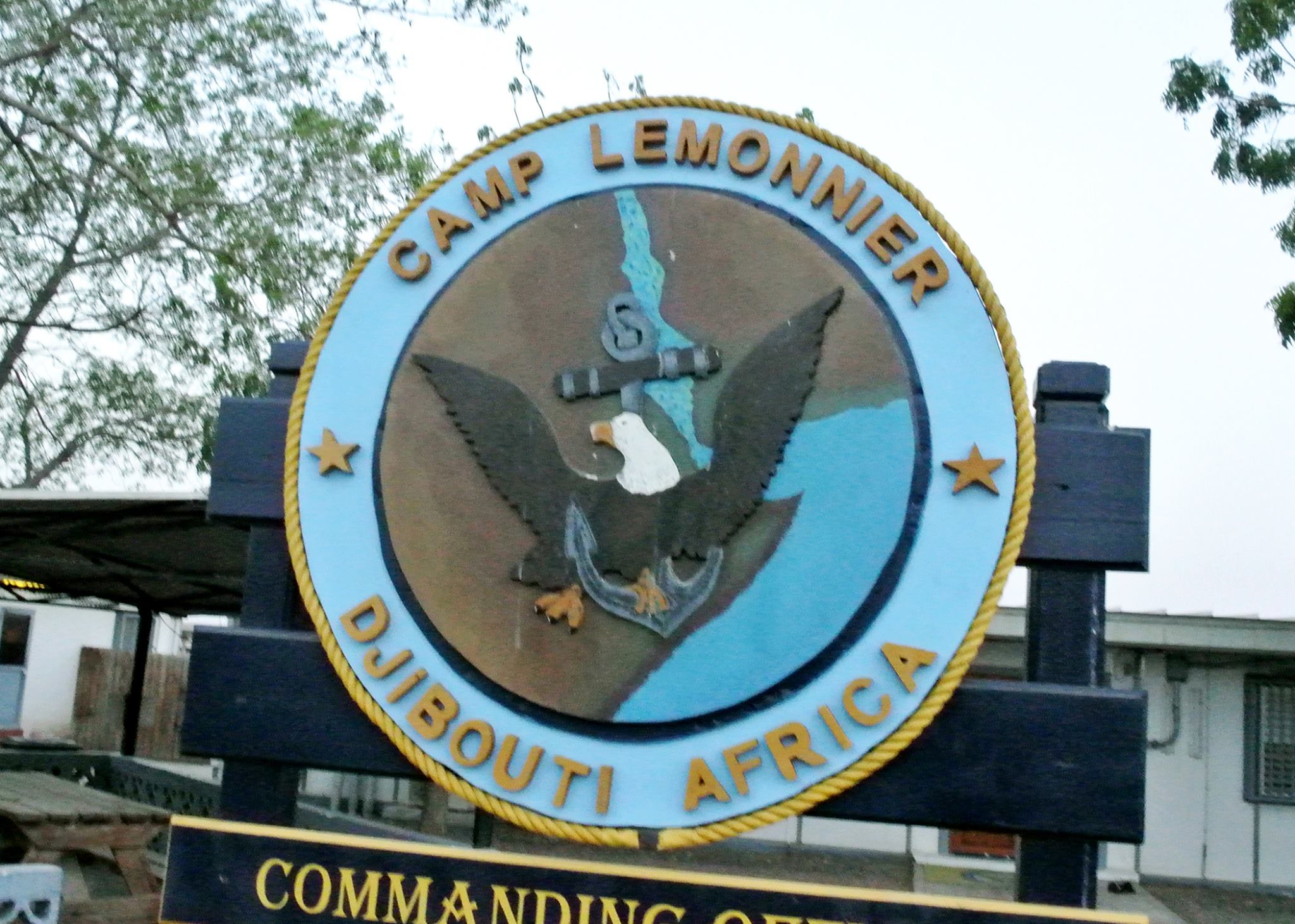
A sign bearing the Camp Lemonnier patch.

المطار والموانئ القريبة.

## انظر أيضًا

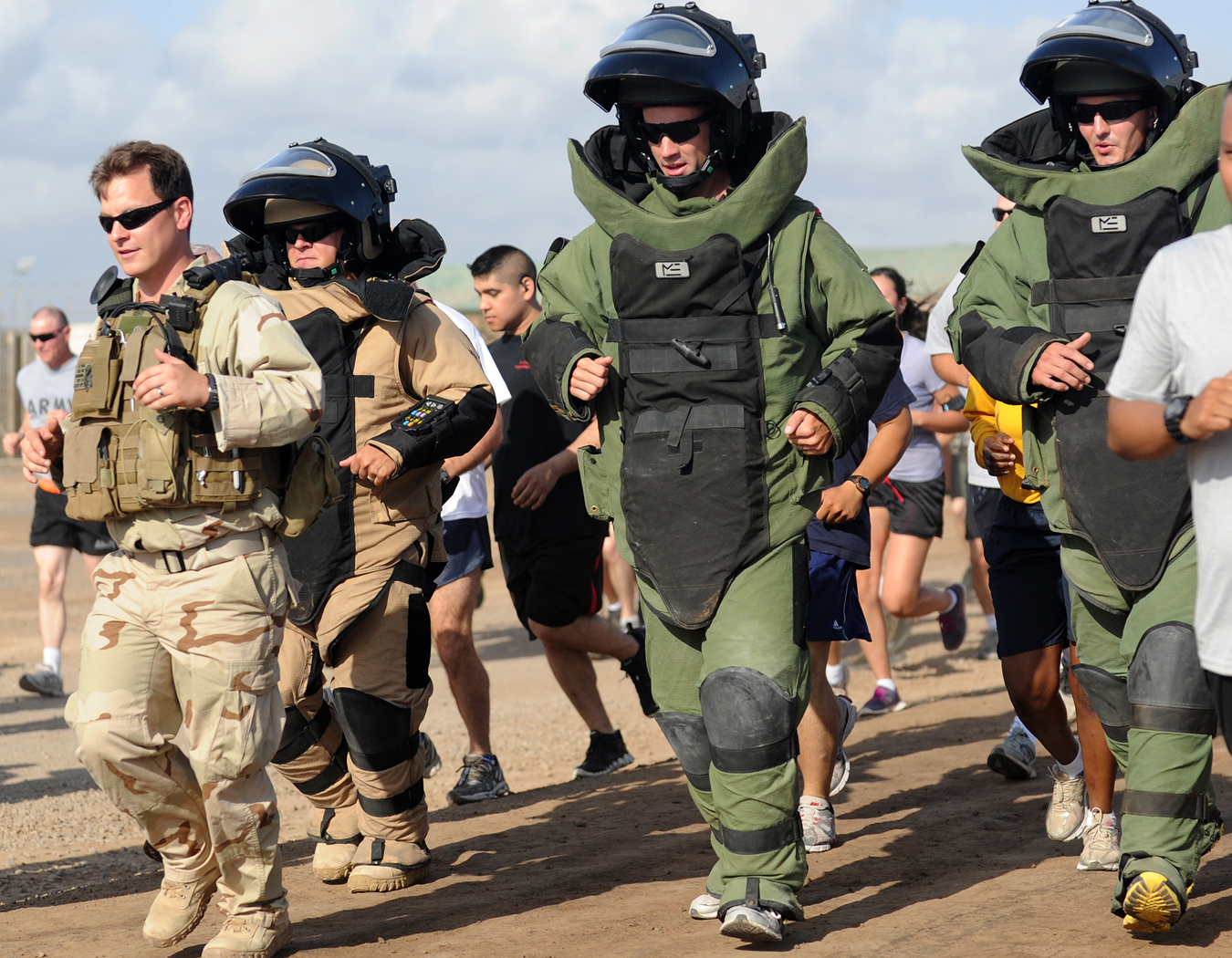
CJTF-HOA soldiers taking part in the 2011 Explosive Ordnance Disposal 5-K Run at Camp Lemonnier.

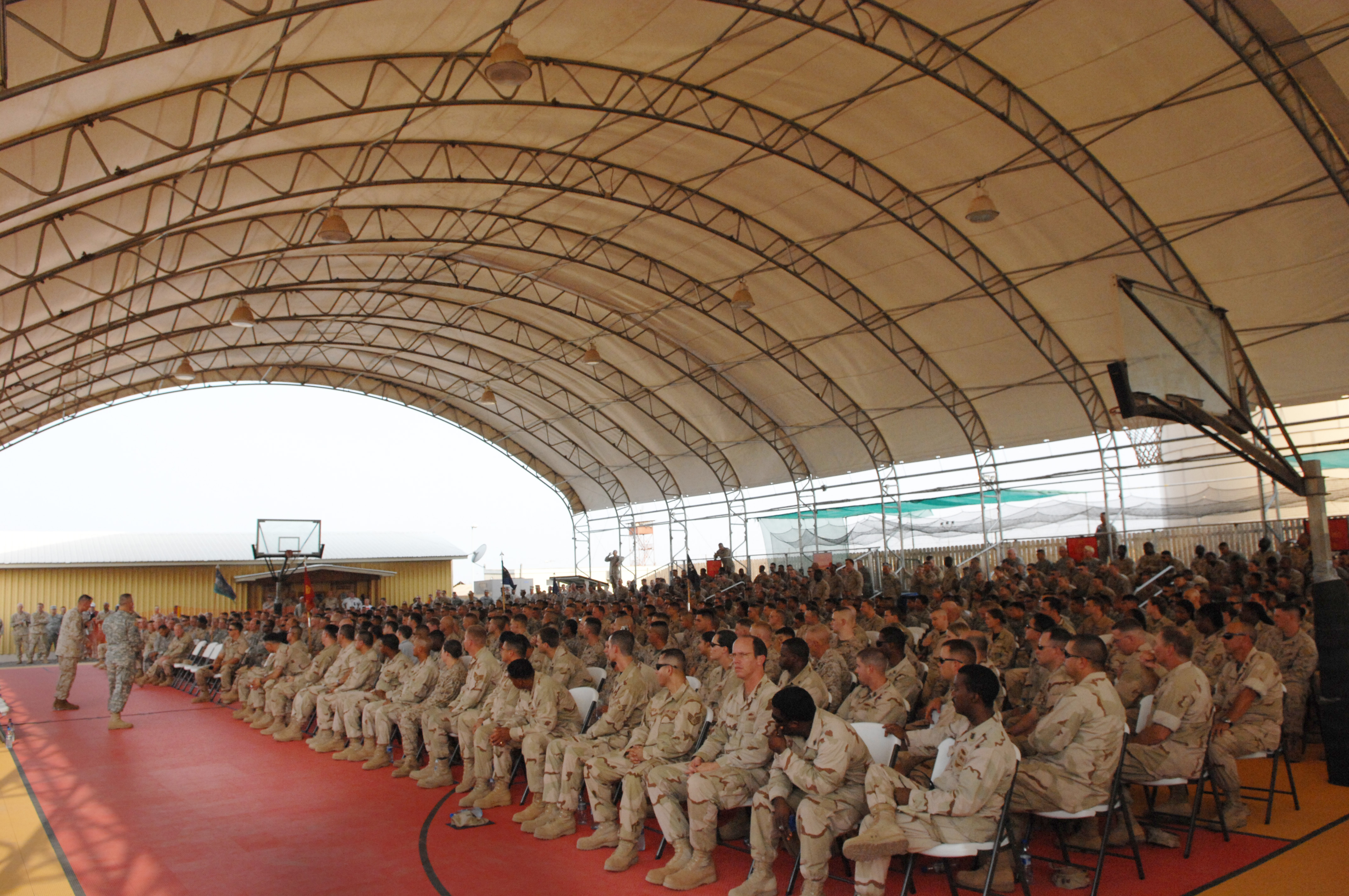
"Thunder Dome" at Camp Lemonnier

## روابط خارجية
- الموقع الرسمي
- Combined Joint Task Force Horn of Africa
- U.S. Military plans to expand Camp Lemonier in Djibouti, ستارز آند سترايبس (صحيفة), 14 August 2006. Retrieved 14 August 2006.
- globalsecurity.org – Camp Le Monier / Lemonier
- Djibouti: a new army behind the wire, لوموند ديبلوماتيك, February 2003 (بالإنجليزية) (+ (بالفرنسية)/(بالبرتغالية))
- Djibouti Is Hot How a forgotten sandlot of a country became a hub of international power games.